# Kalsundholmen
Kalsundholmen est une île norvégienne dans le comté de Hordaland. Elle appartient administrativement à Austevoll.

## Géographie
Rocheuse et couverte d'arbres, elle s'étend sur environ 143 m de longueur pour une largeur approximative de 193 m. 